# Enfermedad de Pacheco
La enfermedad de Pacheco es una enfermedad extremadamente grave de las aves psitaciformes (loros) causada por un herpesvirus muy contagioso.  Todas las especies psitaciformes la pueden contraer y es casi exclusiva de estas aves. Las especies del género Amazona y Psittacus erithacus, Poicephalus senegalus , Myiopsitta monachus, Melopsittacus undulatus y  Leptolophus hollandicus son especialmente vulnerables.
Las aves que sobreviven a la enfermedad tienden a mantener latente el virus, pueden sufrir una recidiva en caso de estrés, y pueden también contagiar a otras aves. Aunque la enfermedad puede aparecer entre amazonas  y aras, el reservorio natural más frecuente del virus son los periquitos de la subfamilia Arinae.

## Signos

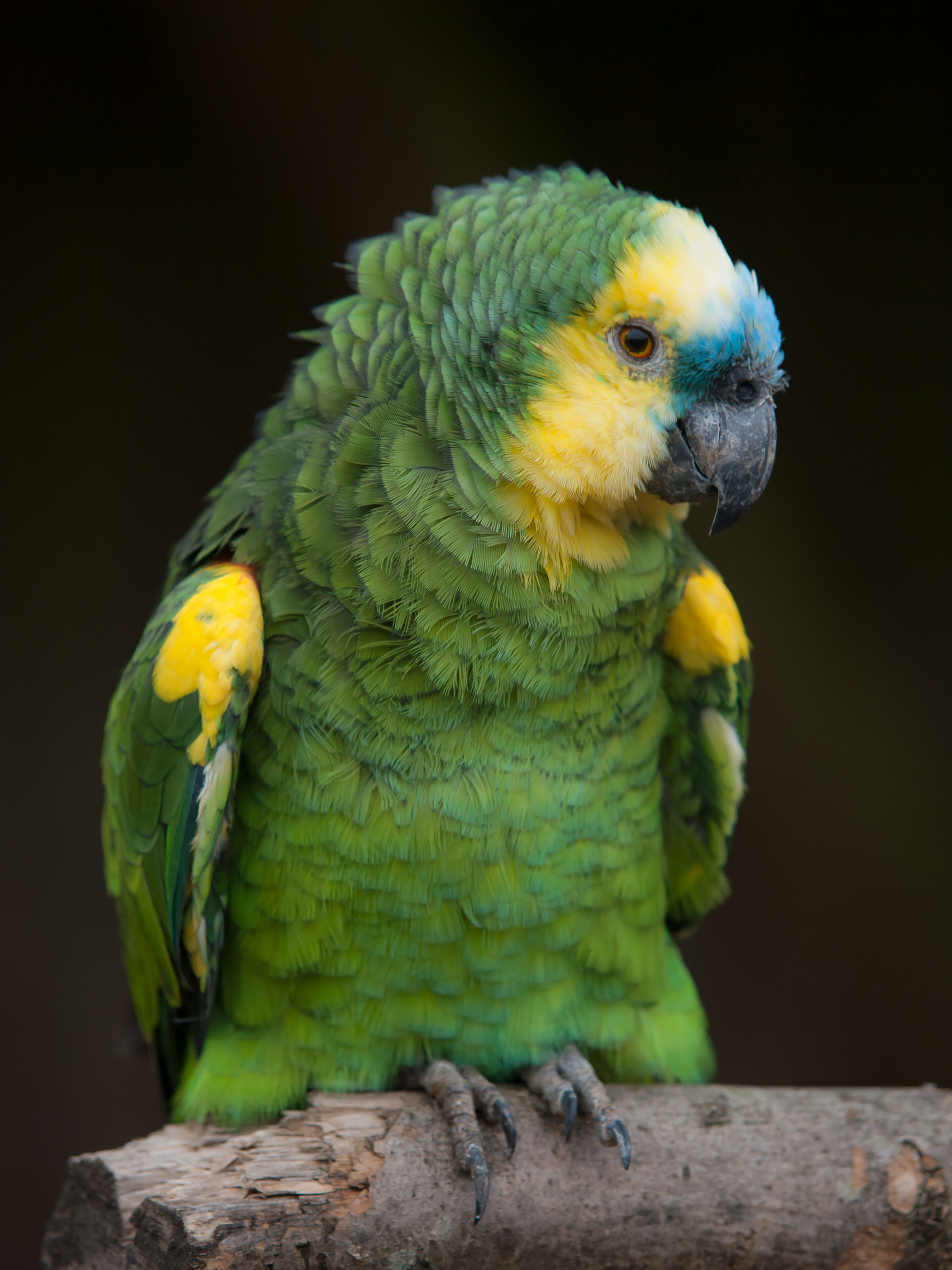
Parque Paraiso Wildlife.

La enfermedad suele ser fulminante, las aves mueren generalmente sin dar tiempo a hacer evidente los síntomas principales. En las aras y algunas otras especies pueden aparecer inconsistentemente algunos síntomas como: dificultad respiratoria, obstrucción nasal, conjuntivitis, orina frecuente y diarrea, a veces con sangre, falta de apetito, vómito y decaimiento, antes de que sobrevenga la muerte.

## Prevención
A causa de la posibilidad de latencia del virus, las aves que han sufrido la enfermedad deben aislarse de las aves sanas. A toda ave nueva en un criadero de psitaciformes conviene someterla a pesquisaje serológico y a cuarentena. Es conveniente mantener una higiene rigurosa y una ventilación adecuada. La vacunación durante un brote es inefectiva; debe hacerse antes de que aparezca la enfermedad. Existen diferentes cepas de herpes virus que producen la enfermedad de Pacheco y las vacunas son específicas para cada cepa.